# Всесвітня організація охорони здоров'я тварин
Всесвітня організація охорони здоров'я тварин (МЕБ) (англ. World Organization for Animal Health, OIE) (до 2003 року — Міжнародне епізоотичне бюро (англ. Office International des Epizooties,OIE)) — міжурядова організація, відповідальна за здоров'я тварин. МЕБ визнано Світовою організацією торгівлі консультативною організацією. МЕБ є міжурядовою організацією, відповідальною за поліпшення здоров'я тварин у всьому світі. 
Штаб-квартира організації розташована в Парижі, Франція. МЕБ підтримує постійні відносини з 36 іншими міжнародними та регіональними організаціями і має регіональні і субрегіональні відділення на всіх континентах.

## Історія
Організація була заснована на міжнародній конференції в Парижі 25 січня 1924 року після спалаху чуми великої рогатої худоби в 1920 році в Бельгії. Угоду про створення організації було підписано 28 країнами. У травні 2003 року Міжнародне епізоотичне бюро було перейменовано у Всесвітню організацію охорони здоров'я тварин (МЕБ). У 2011 році до складу МЕБ входили 178 територій і країн-членів. 

## Члени
МЕБ включає 181 країн-членів
МЕБ підтримує постійні зв'язки з 71 іншими міжнародними та регіональними організаціями.
МЕБ діє з постійною підтримкою 311 центрів наукової експертизи.

## Структура та діяльність
Головним органом є Всесвітня асамблея делегатів, призначених урядами всіх країн-членів. Генеральні сесії МЕБ проводяться один раз на рік в Парижі (Франція).
До структури входять:
- Генеральний директор, який обрається Всесвітньою асамблеєю делегатів.
- Рада
- Регіональні комісії (5)
- Технічні комісії спеціалістів (4)

### Всесвітня асамблея делегатів
Всесвітня асамблея делегатів є вищим органом МЕБ.
Вона складається з делегатів усіх країн-членів та збирається не рідше одного разу на рік і проводиться щороку в травні у Парижі.
Основними функціями Асамблеї є:
- прийняти міжнародні стандарти в галузі охорони здоров'я тварин, особливо для міжнародної торгівлі;
- прийняти резолюції щодо контролю за основними захворюваннями тварин;
- обрати членів керівних органів МЕБ (Президент та заступник Голови Асамблеї, члени Ради та регіональні комісії), а також члени комісій Спеціалістів;
- призначити генерального директора МЕБ;
- розглянути та затвердити річний звіт про діяльність та фінансову звітність Генерального директора та річний бюджет МЕБ.

Під час її проведення розглядаються як питання, що становлять загальний інтерес, так й доповідь щодо ситуації зі здоров'ям тварин у всьому світі, з додатковою інформацією, наданою кожною країною-членом.

### Генеральний директор
Генеральним директором Всесвітньої організації охорони здоров'я тварин (МБЕ) 26 травня 2015 року Всесвітньою асамблеєю обрана доктор Монік Елоїт (Monique Eloit).

## Рада
Рада складається з Президента МБЕ, віце-президента, колишнього президента та шести делегатів, які представляють усі регіони. Всі члени Ради обрираються (за винятком колишнього президента) на трирічний термін. Рада представляє Асамблею в період між Генеральними сесіями. Рада збирається щонайменше два рази на рік у Парижі для вивчення технічних та адміністративних питань та, зокрема, робочої програми та запропонованого бюджету, який буде представлений Асамблеї.

## Регіональні комісії
МЕБ створив п'ять регіональних комісій для вираження особливих проблем, що стоять перед її членами в різних регіонах світу. Ці комісії можна розглядати як повноцінні регіональні інституційні органи.
Ці комісії охоплюють такі регіони:
- Африка
- Америка
- Азії, Далекого Сходу та Океанії
- Європа
- Середній Схід

Кожна Регіональна комісія організовує Конференцію кожні два роки в одній із країн регіону, що присвячені технічним питанням та регіональному співробітництву у боротьбі з хворобами тварин. Також Комісії можуть розробляти регіональні програми для посилення нагляду та контролю основних захворювань тварин.

### Спеціалізовані комісії
МЕБ створив чотири спеціалізовані комісії для вивчення проблем епідеміології та профілактики та боротьби з хворобами тварин, розробки та перегляду міжнародних стандартів МЕБ та вирішення наукових та технічних питань, що виникають у країнах-членах.
- Комісія з стандартизації здоров'я наземних тварин (англ. Terrestrial Animal Health Standards Commission) була заснована в 1960 році.

Комісія з наземного кодексу відповідає за те, щоб рекомендації Кодексу здоров'я наземних тварин відображали поточну наукову інформацію про методи спостереження за хворобами тварин та зоонозами, а також захист міжнародної торгівлі тваринами.
- Наукова комісія з хвороб тварин (англ. Scientific Commission for Animal Diseases) була заснована в 1946 році.

Комісія сприяє виявляти найбільш відповідні стратегії та заходи для запобігання і контролю захворювань, аналізує матеріали країн-членів, що стосуються здоров'я тварин для тих країн, які бажають бути включеними до списку МЕБ країн, вільних від певних захворювань.
- Комісія біологічних стандартів (англ. Biological Standards Commission) була заснована в 1949 році. Комісія відповідає за встановлення або затвердження методів діагностики захворювань ссавців, птахів та бджіл та рекомендацій щодо найбільш ефективних біологічних продуктів, таких як вакцини. Комісія керує підготовкою Посібника з діагностичних тестів та вакцин для наземних тварин[10]. Комісія також відбирає еталонні лабораторії МРЕ із захворювань наземних тварин, сприяє підготовці та поширенню стандартних реагентів для діагностичного тестування.

- Комісія з стандартизації здоров'я водних тварин (англ. Aquatic Animal Health Standards Commission) була заснована в 1960 році. Комісія збирає інформацію про захворювання земноводних, ракоподібних, риб та молюсків та методи контролю за цими захворюваннями. Комісія виробляє Кодекс здоров'я для водних тварин[11] та Посібник з діагностичних тестів для водних тварин[12]. Комісія також організовує наукові зустрічі з різних питань, важливих для аквакультури.

Члени Комісій обираються Всесвітньою асамблеєю делегатів МЕБ на трирічний термін.

## Участь України у Всесвітній організації охорони здоров'я тварин
- Дата набуття Україною членства: 11.07.1994 р.
- Підстава для набуття членства в міжнародній організації: Доручення Кабінету Міністрів України від 17.03.1993 та від 06.04.1993
- Статус членства: Повноправний член
- Характер фінансових зобов'язань України: Сплата щорічного членського внеску, погашення заборгованості
- Джерело здійснення видатків, пов'язаних з виконанням фінансових зобов'язань: Загальний фонд Державного бюджету України
- Вид валюти фінансових зобов'язань: Євро
- Обсяг фінансових зобов'язань України на 2017 рік: 137 020,00
- Обсяг невиконаних Україною у попередні роки фінансових зобов'язань: 1 355,37
- Центральний орган виконавчої влади, відповідальний за виконання фінансових зобов'язань: Державна служба України з питань  безпечності харчових продуктів та захисту споживачів.[13]